# Gasol
Gasol is een bestuurslaag in het regentschap Cianjur van de provincie West-Java, Indonesië. Gasol telt 6737 inwoners (volkstelling 2010).